# Przekręt Madoffa
Przekręt Madoffa (ang.The Madoff Hustle) – brytyjski film dokumentalny z 2009 roku.
Film opowiada o piramidzie finansowej stworzonej przez Bernarda Madoffa.